# Rio Trapicheiros
Rio Trapicheiros é um rio brasileiro situado na cidade do Rio de Janeiro.

## História
Localizado no bairro da Tijuca, possui comprimento de 6.190 metros. Nasce no Maciço da Tijuca e desemboca no Rio Maracanã. 
Pode ser conhecido também, por alguns moradores, como Cemitério de Bolas.
Após alguns problemas com chuvas, os moradores dos prédios da Rua Desembargador Isidro, localizada no bairro da Tijuca, fecharam todo o possivel caminho para o Rio, deixando impossível o acesso ao Rio pelos prédios da rua. No entanto, a criação do piscinão na Tijuca faz com que o curso do Rio nas enchentes seja desviado.